# Itzer
Itzer (en àrab ايتزر, Ītzar; en amazic ⵉⵜⵥⵔ) és una comuna rural de la província de Midelt, a la regió de Drâa-Tafilalet, al Marroc. Segons el cens de 2014 tenia una població total de 10.613 persones.